# Leiognathidae

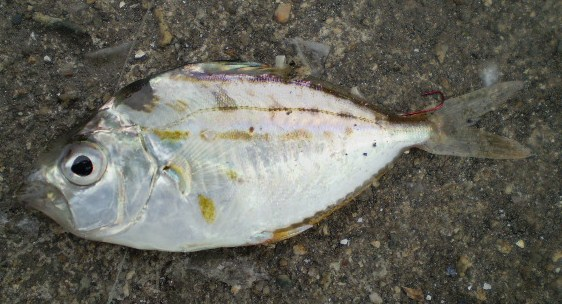
Leiognathus nuchalis

Los Leiognathidae son una familia de peces marinos incluida en el orden Perciformes, con algunas especies de agua dulce. Común en aguas costeras poco profundas, se distribuye por el oeste del Pacífico y océano Índico, aunque algunas especies han penetrado en el Mediterráneo a través del canal de Suez,.
Se alimenta de invertebrados bentónicos, siendo fácilmente atrapable mediante redes de arrastre, teniendo cierta importancia mediante pesca artesanal.
El primer registro fósil aparece en el Oligoceno.

## Anatomía
Cuerpo simple fuertemente comprimido lateralmente, con la cabeza desnuda que posee fuertes crestas óseas en la parte superior. Membranas de las branquias unidas con un istmo, con una boca muy pequeña y protráctil, sin dientes sobre el paladar. Aleta dorsal continua, con ocho o nueve espinas levantadas en la parte anterior con un mecanismo en bloqueo, todas las especies poseen órganos luminosos esofágicos.

## Géneros
Existen más de cuarenta especies agrupadas en nueve géneros:
- Aurigequula Fowler, 1918
- Equulites Fowler, 1904
- Eubleekeria Fowler, 1904
- Gazza Rüppell, 1835
- Karalla Chakrabarty & Sparks, 2008
- Leiognathus Lacepède, 1802
- Nuchequula Whitley, 1932
- Photopectoralis Sparks, Dunlap & Smith, 2005
- Secutor Gistel, 1848